# Heinrichsfelde (Rheinsberg)

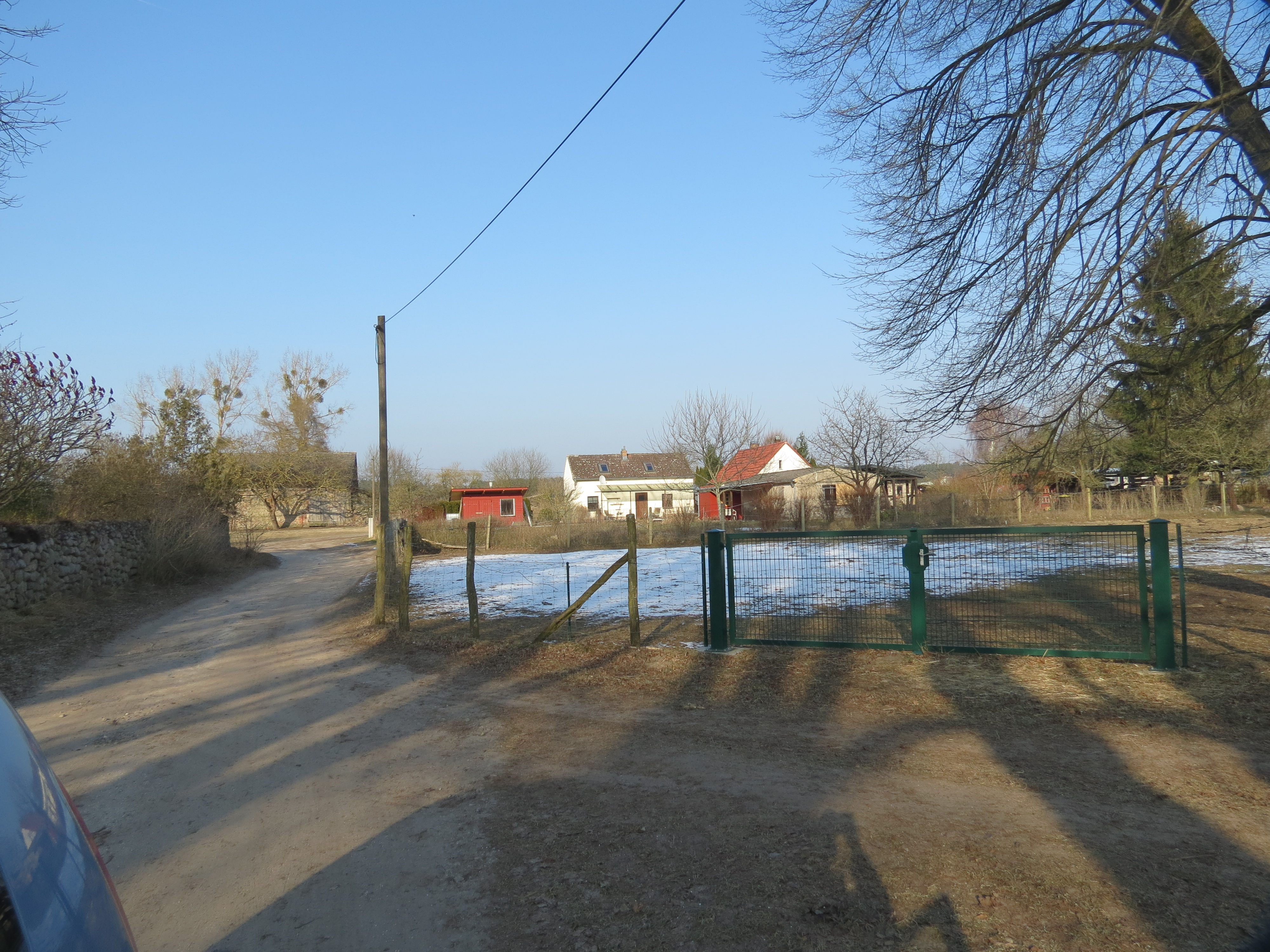
Heinrichsfelde, Ortseingang (von Neuköpernitz / Köpernitz aus)

Heinrichsfelde ist ein Gemeindeteil von Heinrichsdorf einem Ortsteil der Stadt Rheinsberg im Landkreis Ostprignitz-Ruppin (Brandenburg). In den Jahren 1760/70 wurde vom Gut Köpernitz aus ein Hammelstall auf dem Gebiet des Amtes Rheinsberg aufgebaut. Im 19. Jahrhundert wurde statt der Schäferei ein Vorwerk eingerichtet. Es wurde von der Königlichen Hofkammer vererbpachtet, aber 1887 zurückgekauft. Der Gemeindeteil hatte am 1. März 2023 14 Einwohner.

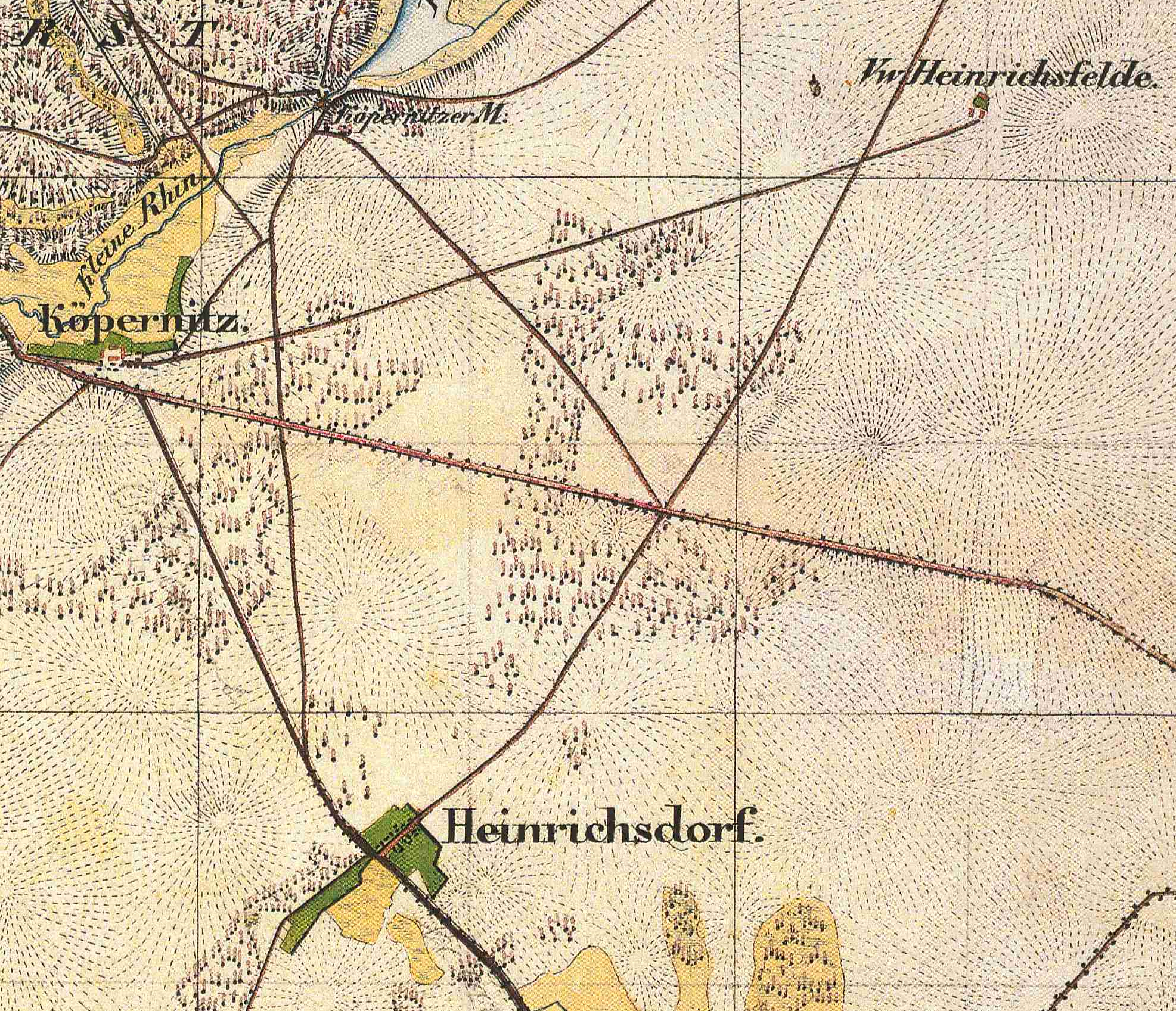
Heinrichsfelde und Köpernitz auf dem Urmesstischblatt 2943 Rheinsberg von 1825

## Geschichte
In den Jahren 1760er Jahren wurde vom Gut Köpernitz aus ein Hammelstall auf dem Gebiet des Amtes Rheinsberg aufgebaut. 1767 existierte die Schäferei bereits, denn Johann Ernst Fabri nennt für dieses Jahr bereits sieben Einwohner. Riehl & Scheu schreiben dagegen, dass die Schäferei 1770 erbaut worden war. Die Siedlung ist nach Prinz Heinrich von Preußen benannt.
Johann Ernst Fabri beschreibt Heinrichsfelde als ein prinzliches Dorf, mit einer Feuerstelle, das 1767 7 Einwohner und 1787 6 Einwohner hatte. Im Schmettauschen Kartenwerk von 1767/87 ist die Lokalität noch als Hammelstall oder neues Vorwerk bezeichnet. Nach Friedrich Wilhelm Bratring wurde, das schrieb er 1798, vor einigen 30 Jahren in Heinrichsfelde eine Schäferei, welche zu Köpernitz gehörte, angelegt, und 400 Hammel dort untergestellt. Der Acker wurde von Köpernitz aus bewirtschaftet. Es gab eine Feuerstelle (Wohnhaus), in dem 5 Menschen 1798 wohnten. In seiner späteren Arbeit beschreibt er Heinrichsfelde als Schäferei mit einem Einlieger. Im einzigen Wohnhaus leben 6 Personen (Zustand: 1801).
1802 erhielten Charles de la Roche Aymon und seine Frau Karoline von Zeuner das Gut Köpernitz mit der Schäferei Heinrichsfelde vom Prinzen Heinrich in Erbpacht. Prinz Heinrich starb nur einen Monat später.
Charles de la Roche-Aymon hatte Frankreich bereits 1789 verlassen bzw. stand in ausländischen Militärdiensten und kehrte nicht in das revolutionäre Frankreich zurück. Er schloss sich 1792 in Koblenz der Armee der Emigranten an. Ab dem 1. November 1794 war er Leutnant und Kommandant des Husarenkommandos bei Prinz Heinrich von Preußen in Rheinsberg. Seine Güter in Frankreich wurden enteignet. Karoline Amalie von Zeuner (* 1771) war die Tochter des preußischen Hofmarschalls Carl Bernhard Friedrich Freiherr von Zeuner und Hofdame im Hofstaat der Prinzessin Friederike, Gemahlin des Prinzen Ludwig von Preußen. 1795 heirateten Karoline Amalie von Zeuner und Charles de la Roche Aymon. Nach der Schenkung des Gutes Köpernitz lebten sie dort bis 1814. In diesem Jahr kehrte Charles de la Roche Aymon nach Frankreich zurück und erhielt auch seine früheren Güter zurück. Seine Frau folgte ihm und das Paar lebte danach in Paris. 1826 trennte sich Karoline Amalie von Zeuner von ihrem Mann und ging zurück nach Köpernitz. Den Titel Marquise de la Roche Aymon behielt sie jedoch bei. Sie starb dort am 18. Mai 1859 am Biss ihrer Lieblingskatze. Adolf Frantz (1863) führt allerdings die Marquise de la Roche-Aymon immer noch als Besitzerin auf. Der Erbpachtskanon betrug 1863 1208 Taler.
Nach dem Ortschafts=Verzeichniß des Regierungs=Bezirks Potsdam von 1817 wohnten in Heinrichsfelde fünf Personen. In der Topographisch-statistische(n) Uebersicht des Regierungs-Bezirks Potsdam von August von Sellentin wird Heinrichsfelde 1840 als unveräußerliches Krongut bezeichnet. Im einzigen Wohnhaus lebten 14 Personen. Als Besitzer sind aufgeführt: 1. Prinz August von Preußen 2. Frau Marq. de la Roche-Aymon, Erbpacht Nach Rauer (1857) gehörte Heinrichsfelde zum Hausfideikommiss des königlichen Hauses.
Nach dem Tod der Marquise de la Roche Aymon folgte ihr Neffe Karl Emil Ferdinand von Zeuner (1823–1886) im Besitz von Köpernitz und Heinrichsfelde nach. Er verwaltete wohl schon einige Jahre vorher das Gut in Köpernitz, denn 1853 wurde der Bauergutsbesitzer von Zeuner Schiedsmann für den 8. ländlichen Bezirk des Kreises Ruppin.
1862 heiratete Karl Emil Ferdinand von Zeuner in zweiter Ehe in Erbach im Herzogtum Nassau Agnese Bertha Caroline Sophie von Oettinger. 1860 ist die Siedlung Heinrichsfelde als Vorwerk mit zwei Wohnhäuser und vier Wirtschaftsgebäuden beschrieben.
Nach dem General-Adressbuch der Ritterguts- und Gutsbesitzer im Deutschen Reiche von 1879 war von Zeuner weiterhin Erbpächter von Köpernitz und Heinrichsfelde, Das kombinierte Gut Köpernitz/Heinrichsfelde hatte eine Fläche von 1117,5 Hektar, davon waren 552 Hektar Ackerland, 47 Hektar Wiesen, 196,75 Hektar Hutung, 268,25 Hektar Wald und 53,50 Hektar Wasserflächen. In Köpernitz stand eine Brennerei. Der Grundsteuerreinertrag belief sich auf 3861 Taler. 1880 wurde die Chaussee von Rheinsberg über Köpernitz nach Schönermark (heutige L 223) fertig gestellt. 1885 war Ferdinand von Zeuner Kreisdeputierter und Stiftshauptmann des Stifts Lindow (Mark). Er ließ das Gut von einem Inspektor Adolph Hahn bewirtschaften. Schwerpunkte des Betriebs waren die Milchwirtschaft, die Zuchtschäferei und die Schweinezucht. Zum Gut gehörte außerdem eine Brennerei und eine Ziegelei. Die Fläche des Gutes war leicht auf 1143 Hektar angewachsen. Genutzt wurden 566 Hektar als Ackerland, 48 Hektar als Wiesen und 74 Hektar als Hutung (Weiden); 400 Hektar waren Wald und 55 Hektar waren Wasserflächen (Köpernitzsee und Dunkelsee). Am 13. Mai 1886 starb Ferdinand von Zeuner. Am 10./12. September 1888 erfolgte dann der Rückkauf des Gutes Köpernitz (einschließlich Heinrichsfelde) durch die Königliche Hofkammer. Allerdings ist im  Handbuch des Grundbesitzes im Deutschen Reiche von 1896 ein Baron Hermann von Schmeling als Besitzer des Rittergutes Köpernitz mit Vorwerk Heinrichsfelde eingetragen. An industriellen Anlagen ist eine Brennerei und Ziegelei gelistet. Erst im Handbuch des Grundbesitzes im Deutschen Reiche von 1903 ist dann Seine Majestät der deutsche Kaiser, König von Preußen als Besitzer eingetragen. Das Gut war an einen Oberamtmann Schütz verpachtet, der auch noch 1907 genannt ist. 1910 hatte das Pachtverhältnis gewechselt, nun hatte ein gewisser Herzberg das Gut gepachtet. Auch 1914 hatte Herzberg das Gut Köpernitz in der Pacht. Nach dem Ersten Weltkrieg 1923 war Robert Hilse Pächter. 1929 ist unter Besitzer die königliche Hofkammer Charlottenburg eingetragen. Heinrichsfelde war zusammen mit Köpernitz verpachtet, der Pächter war ein Rudolf Heine. Die Größe des Gutes wird nur noch mit 588 Hektar, davon 470 Hektar Äcker inkl. Gärten, 50 Hektar Wiesen, 10 Hektar Weiden 4 Hektar Unland und Hektar ha Wasser. Die großen Waldflächen waren davon abgetrennt worden. Der Tierbestand belief sich auf 40 Pferde, 120 Rindvieh (davon 70 Milchkühe), 300 Schafe und 100 Schweine. An größeren Anlagen waren vorhanden: eine Brennerei, eine Mahl- und Sägemühle und ein Maschinenpflug.

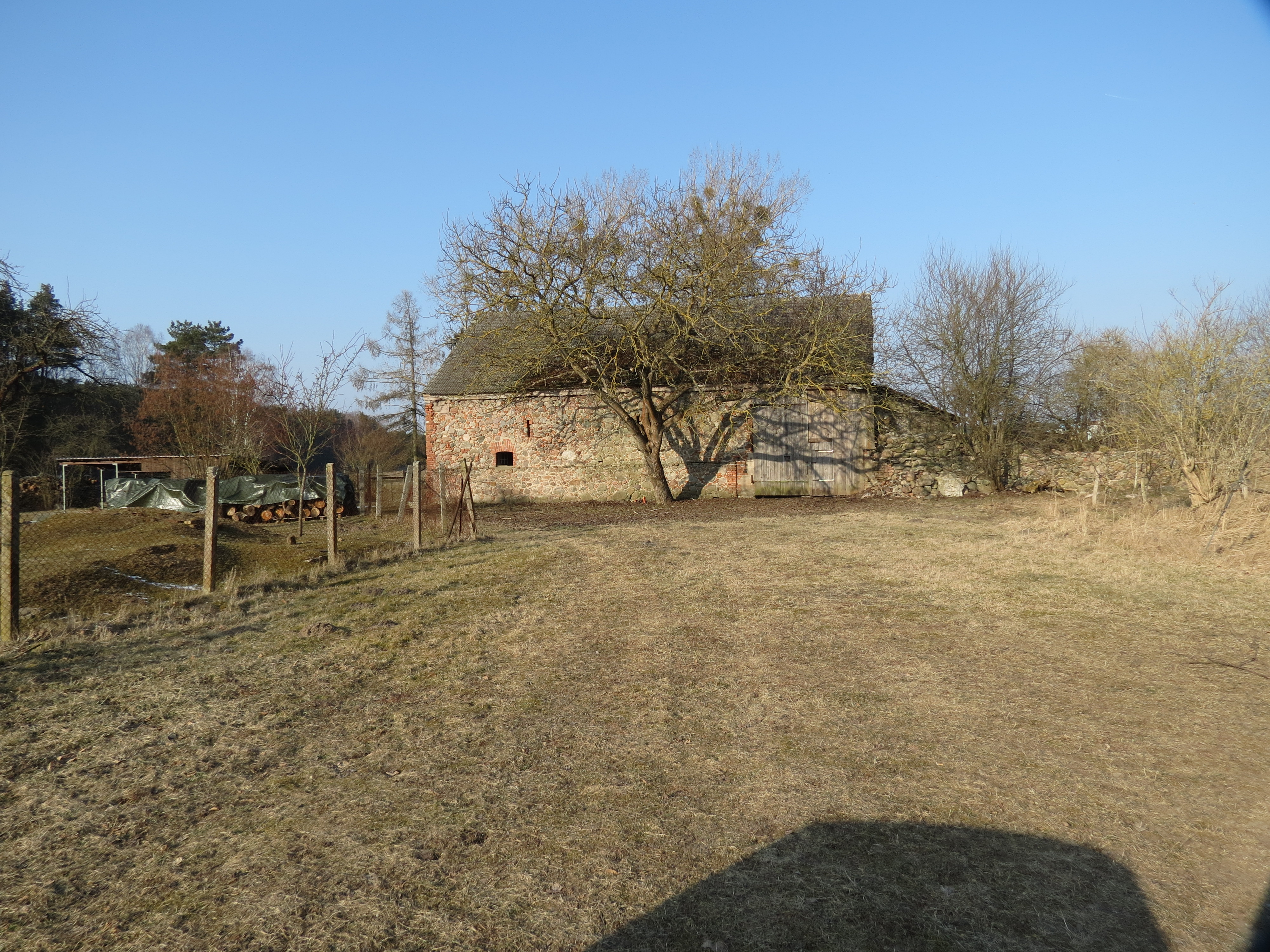
Alte Scheune mit Feldstein-/Ziegelmischmauerwerk

Heinrichsfelde bildete zu keiner Zeit keine selbständige administrative Einheit, sondern gehörte immer zum Gutsbezirk Köpernitz, 1928 wurde der Gutsbezirk Köpernitz mit der Gemeinde Heinrichsdorf vereinigt.
Bei der Bodenreform von 1946 wurde das Gut enteignet. In Heinrichsfelde wurden einige Neubauernstellen geschaffen. Die landwirtschaftlichen Nutzflächen wurden bis 1975 von der LPG Heinrichsdorf bewirtschaftet. 1975 übernahmen hier die LPG (T) Lindow (Tierproduktion) und die KAP Dierberg (Pflanzenproduktion) die landwirtschaftliche Nutzung.

## Persönlichkeit mit Heinrichsfelde verbunden
- Gerhard Holtz-Baumert (* 25. Dezember 1927 in Berlin; † 17. Oktober 1996 in Heinrichsfelde, Brandenburg), deutscher Schriftsteller und SED-Funktionär.